# Nederlands kampioenschap shorttrack 2008
Het Nederlands Kampioenschap shorttrack 2008 is op 23 en 24 februari 2008 verreden op de Jaap Edenbaan in Amsterdam. Titelverdedigers waren de winnaars van 2007, Niels Kerstholt en Maaike Vos.

## Uitslagen

### Heren
|        | Naam               | Club | pnt |
| ------ | ------------------ | ---- | --- |
| Goud   | Niels Kerstholt    | HVHW | 136 |
| Zilver | Freek van der Wart | IJVZ | 76  |
| Brons  | Ingmar van Riel    | IJVZ | 42  |
| 4      | Sjinkie Knegt      | SCT  | 34  |
| 5      | Daan Breeuwsma     | SCT  | 12  |

### Dames
|        | Naam              | Club | pnt |
| ------ | ----------------- | ---- | --- |
| Goud   | Liesbeth Mau Asam | IHCL | 110 |
| Zilver | Jorien ter Mors   | SCT  | 81  |
| Brons  | Maaike Vos        | SCT  | 52  |
| 4      | Ellen Wiegers     | SCT  | 37  |
| 5      | Anouk Zoutendijk  | IHCL | 26  |

### Junioren
- Junioren A: Sjinkie Knegt / Jorien ter Mors
- Junioren B: Jan Ebele van der Ree / Rosalie Huisman
- Junioren C: Christiaan Bökkerink / Lara van Ruijven